# Savinac (Bojnik)
Pour les articles homonymes, voir Savinac.
Savinac (en serbe cyrillique : Савинац) est un village de Serbie situé dans la municipalité de Bojnik, district de Jablanica. Au recensement de 2011, il comptait 38 habitants.

## Démographie
| 1948 | 1953 | 1961 | 1971 | 1981 | 1991 | 2002 | 2011 |
| ---- | ---- | ---- | ---- | ---- | ---- | ---- | ---- |
| 177  | 158  | 121  | 99   | 82   | 55   | 41   | 38   |

|  |